# Association de Sauvegarde du Site d'Arcachon
L’Association de Sauvegarde du Site d'Arcachon (ASSA) est une association française de protection de l'environnement. Fondée le 29 octobre 1977, elle œuvre pour la préservation du patrimoine naturel de la zone du bassin d'Arcachon. Pour ce faire, elle mène des campagnes d’information pour mobiliser l’opinion publique, interpeller les élus et les décideurs, et sensibiliser les habitants du bassin à la nécessité de protéger les milieux naturels et la qualité de l'environnement.
L'association est financée par les cotisations des différents membres, environ une centaine, ainsi que par des subventions publiques.

## Histoire
L'association est créée le 29 octobre 1977, avec pour objectif de trouver un équilibre entre l'évolution du paysage urbain du bassin d'Arcachon et la préservation du patrimoine local.
En octobre 2015, Hélène Gracieux succède à André Tillier à la présidence de l'association, avec le souhait de restaurer le caractère apolitique de l'association perdu lors de la précédente présidence,.
En 2019, Nicolas Babin, un consultant pour des sociétés françaises ou internationales spécialisé en ludification et nouvelles technologies,, succède à Hélène Gracieux. Cette dernière retrouve ce poste en 2020, avant d'être remplacée par Jacques Storelli.
En 2019, l'association comprend une centaine de membres environ.

## Campagnes

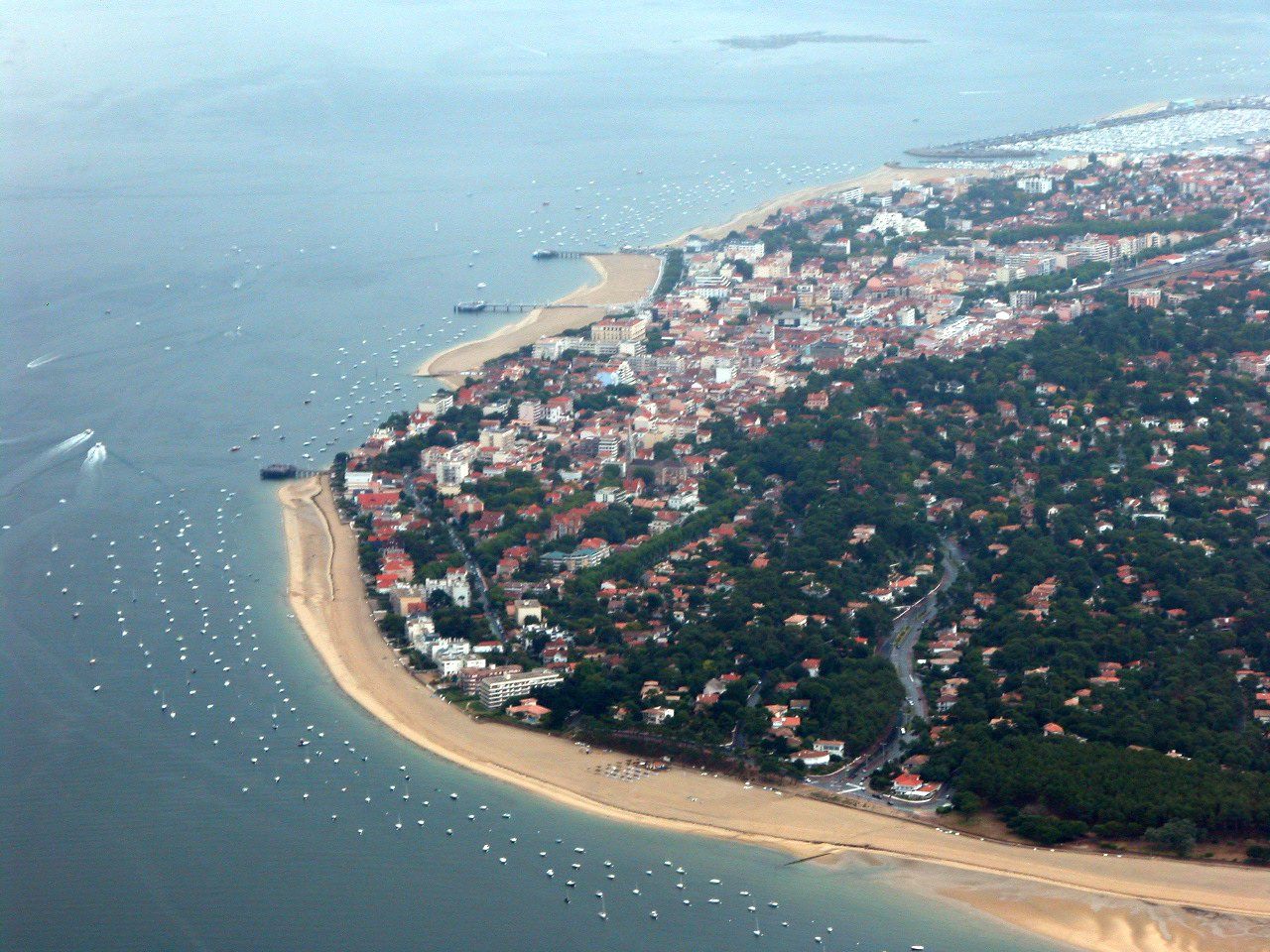
Vue aérienne d'Arcachon en février 2006

L'ASSA agit principalement via des campagnes d'information et de sensibilisation du public, ainsi que via des actions juridiques relatives à la protection du paysage et de l'environnement du bassin d'Arcachon,,. Elle s'associe également régulièrement aux riverains pour mener des actions.
L'ASSA s'oppose notamment au pôle océanographique aquitain,, un lieu regroupant plusieurs activités liées à la recherche littorale en Aquitaine, critiquant notamment son impact sur le paysage audiovisuel du bassin,. De même, elle s'est également opposée au plan local d'urbanisme à Arcachon, contre lequel elle a déposé un recours en justice,.
L'ASSA s'oppose également à la construction d'un hôtel à la place d'un musée océanographique, présent sur le campus de l'Université de Bordeaux d'Arcachon, préserve la bande littorale protégée,, opposition obtenant gain de cause en septembre 2019, après l'abandon du projet. Elle objecte contre un déboisement d'un espace vert de la ville, que la mairie souhaite transformer en lotissement.

## Autres activités
En plus de ses actions de protection, l'ASSA se fixe également une mission de promotion du patrimoine arcachonnais. Ainsi, l'ASSA organise des visites de la ville une fois par mois,,, organisées par Francis Hanoyer, un ancien président de l'association, des inaugurations de bâtiments culturels, et tient des chroniques sur le patrimoine local par l'intermédiaire des réseaux sociaux.